# 墨染発電所
墨染発電所（すみぞめはつでんしょ）は、京都府京都市伏見区深草墨染町にある水力発電所である。

## 概要
1912年の第二琵琶湖疏水完成に伴い、伏見インクラインの落差を利用し1914年5月に運転を開始した。鴨川運河の深草に位置する。旧名称は伏見発電所。
2017年現在は関西電力の発電所となっている。
2001年に「琵琶湖疏水の発電施設群」として、蹴上発電所、夷川発電所とともに土木学会選奨土木遺産に認定されている。

## 設備
発電設備は水路式（流込み式）で、立軸カプラン水車および立軸三相交流誘導発電機を備える。認可最大出力2,200kW、最大使用水量は20.00立方メートル毎秒、有効落差は14.31mである。

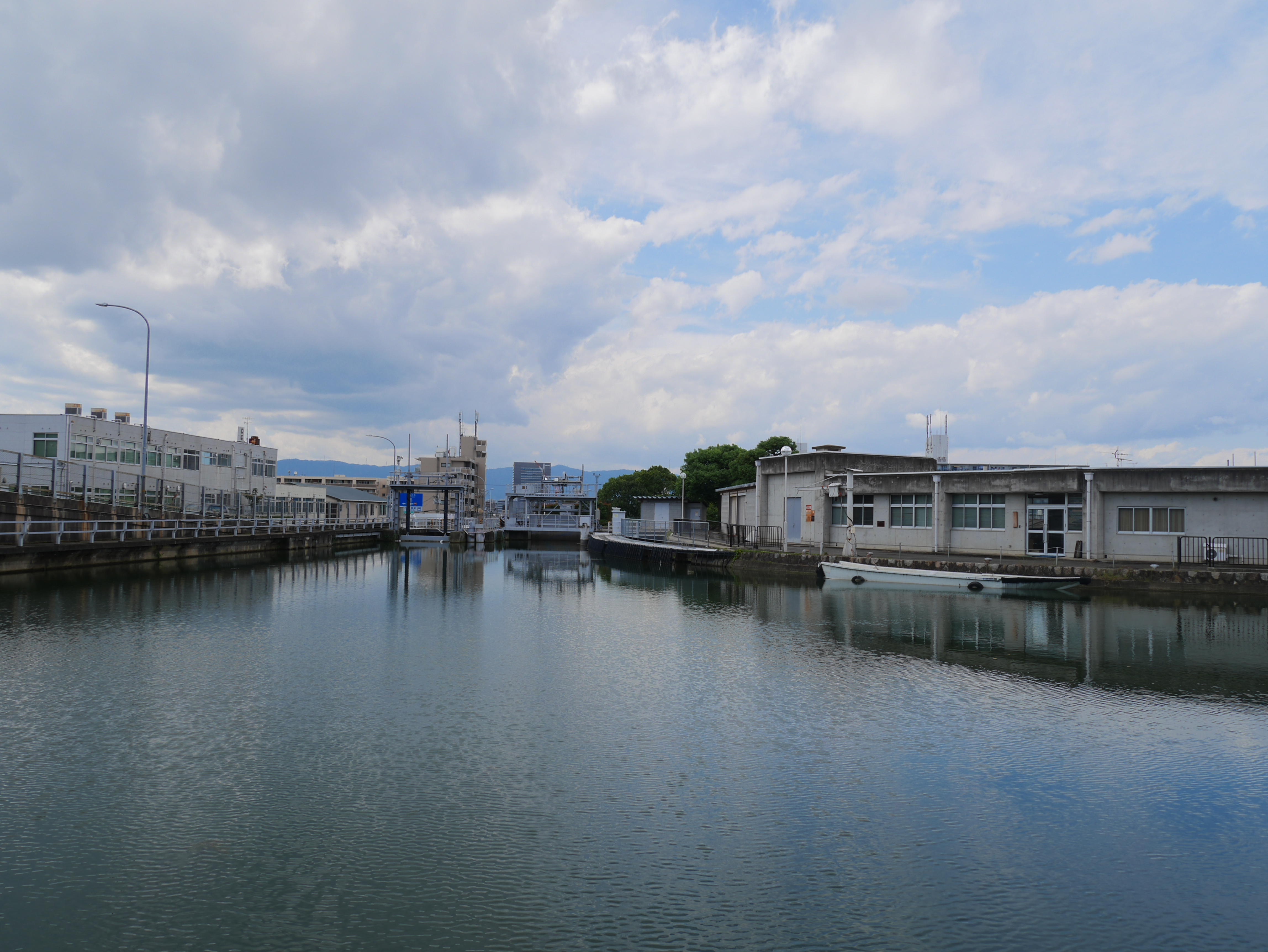
墨染ダム
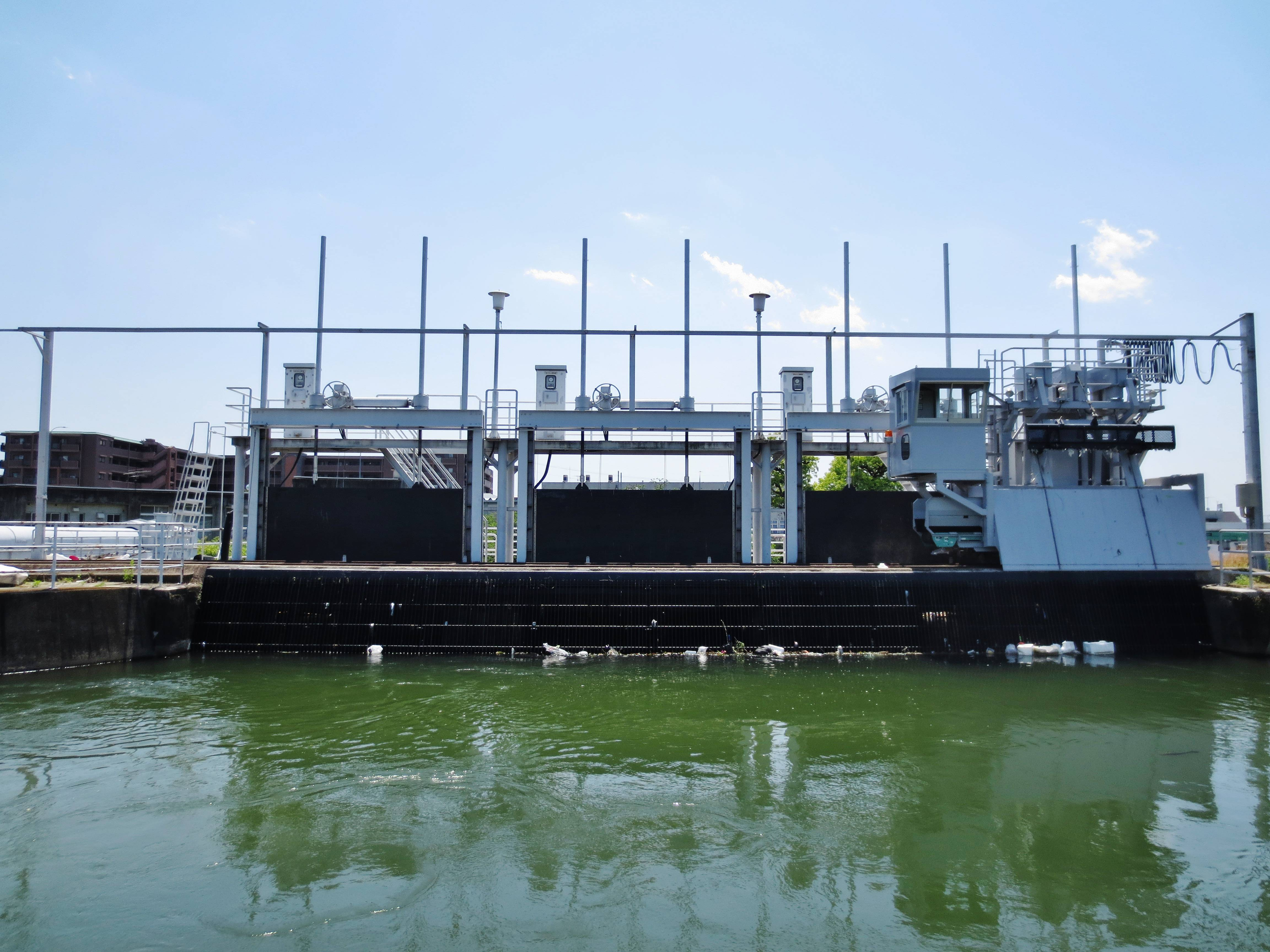
取水口